# Kręg obrotowy
Kręg obrotowy, obrotnik (łac. axis) – drugi kręg szyjny kręgosłupa kręgowców, mający tzw. ząb odchodzący od trzonu ku górze, w którym obraca się pierwszy kręg szyjny – kręg szczytowy. Obrotnik ma grube i silne blaszki, a jego otwór kręgowy jest duży, lecz mniejszy niż kręgu szczytowego.

## Ząb
Ząb (dens) z punktu widzenia pochodzenia nie jest częścią kręgu obrotowego, homologicznie stanowi on trzon wyżej leżącego kręgu szczytowego. Zrasta się on z kręgiem obrotowym dopiero po urodzeniu.
Wystaje on znacznie ponad kręg obrotowy, wchodząc w otwór kręgowy kręgu szczytowego, a ściślej w jego przednią część. Ząb ten ma wierzchołek (apex dentis), który jest dość tępy. Na nim z kolei wyróżnić można dwie powierzchnie stawowe – przednią i tylną. Ta pierwsza (facies articularis anterior), łączy się z tylną powierzchnią stawową łuku przedniego kręgu szczytowego zwaną dołkiem zębowym (fovea dentis). Druga natomiast (facies articularis posterior) przylega do więzadła poprzecznego kręgu szczytowego. To ważne więzadło zabezpiecza ząb kręgu obrotowego przed przesunięciem się w tył pod wpływem nacisków mechanicznych i zniszczeniem w ten sposób znajdujących się w obrębie otworu kręgowego kręgu szczytowego struktur ośrodkowego układu nerwowego.

## Wyrostki
Wyrostek kolczysty jest długi, rozdwojony (cecha ta łączy go z wyrostkami kolczystymi większości kręgów szyjnych).
Wyrostki stawowe górne nie występują, istnieją tylko powierzchnie stawowe górne (facies articulares superiores). Są nieco wypukłe i służą do połączenia z kręgiem szczytowym, przy czym pozwalają mu na bardzo swobodne ruchy w płaszczyźnie horyzontalnej. W miarę przechodzenia od środka ku bokom nieznacznie się opuszczają. Krzyżuje ją drugi nerw rdzeniowy.
Wyrostki stawowe dolne (processus articulares inferiores) to połączenia z trzecim kręgiem szyjnym przypominające homologiczne wyrostki niższych kręgów szyjnych.